# Nowogardek
Nowogardek (deutsch Naugard) ist ein Dorf in der Woiwodschaft Westpommern in Polen. Es liegt in der Gmina Kołobrzeg (Landgemeinde Kolberg) im Powiat Kołobrzeski (Kolberger Kreis).

## Geographische Lage
Das Dorf liegt in Hinterpommern, etwa 100 km nordöstlich von Stettin und etwa 10 km südwestlich von Kolberg.
Der nächsten Nachbarorte sind im Norden Głowaczewo (Papenhagen), im Osten Nowy Borek (Neubork) und im Süden Drzonowo (Drenow). Östlich des Ortes fließt von Süd nach Nord der Spiebach, der nördlich des Ortes den Kreiherbach aufnimmt.

## Geschichte
Das Dorf wurde erstmals im Jahre 1323 im Testament des Kolberger Dekans Ludwig von Wida genannt. Im Testament ist beschrieben, dass Ludwig von Wida im Jahre 1320 dem Kloster Belbuck 400 Mark gegeben hatte und hierfür eine Geldrente von 24 jährlich Mark aus dem Dorf „Nowghard“ erhalten hatte. Das Dorf war also damals wohl im Besitz des Klosters Belbuck. Über diese Geldrente traf Ludwig von Wida in seinem Testament Dispositionen.
Der Ortsname ist slawischer Herkunft und bedeutet „neue Burg“; er kommt in Pommern auch für die Stadt Naugard vor. Es ist nicht bekannt, auf welche Burganlage er sich hier bezieht. Auch gibt es aus dem  Mittelalter keine weiteren Nachrichten über das Dorf.
Im Jahre 1522 erlaubte der pommersche Herzog Bogislaw X. dem Kloster Belbuck, das Dorf Naugard an Angehörige der adligen Familie Woedtke zu verpfänden. Es kam dann wohl in adligen Besitz. Denn vor 1578 kaufte die Stadt Kolberg Naugard von einem Angehörigen der adligen Familie Kleist. Naugard wurde damit für ein halbes Jahrhundert zu einem Stadteigentumsdorf der Stadt Kolberg. Auf der Großen Lubinschen Karte des Herzogtums Pommern von 1618 ist der Ort als „Neugarten“ eingetragen.
Die Stadt Kolberg verkaufte Naugard 1630 an die beiden Ratsherren Evert Kundenreich und Balthasar Timaeus von Güldenklee, Schwiegersohn des erstgenannten. Naugard blieb im Besitz der Familie von Güldenklee, bis diese 1741 mit Ernst Ludwig von Güldenklee ausstarb. Naugard wurde allodifiziert und kam 1749 an die adlige Familie Schmeling.
In Ludwig Wilhelm Brüggemanns Ausführlicher Beschreibung des gegenwärtigen Zustandes des Königlich Preußischen Herzogtums Vor- und Hinterpommern (1784) ist Naugard unter den adeligen Gütern des Fürstentums Cammin aufgeführt. In Naugard gab es damals ein Vorwerk, also den Gutsbetrieb, zwei Bauern und einen Kossäten, insgesamt 8 Haushaltungen („Feuerstellen“).
Um 1850 ließ der damalige Besitzer von Naugard das Gut vollständig aufsiedeln, indem er es in einzelnen Parzellen an Neubauern verkaufte. Die neuen Bauernstellen wurden in der Feldmark von Naugard angelegt. Seitdem wurden sechs Gruppen von Höfen unterschieden: Das „Dorf“ im Norden, bestehend aus den ursprünglichen Bauernstellen; die „Landstraße“, bestehend aus 9 Höfen am Weg nach Charlottenhof; die „Mittelreihe“, bestehend aus 5 Höfen zwischen den Wegen nach Drenow und Charlottenhof; die „Kirchreihe“, bestehend aus 4 Höfen am Weg nach Drenow und weiter zur Kirche in Zarben; der „Pritter“, bestehend aus 3 Höfen im Südosten der Feldmark an der Stelle eines ehemaligen, erst nach 1780 angelegten Vorwerks. Nach der Aufsiedlung wurde Naugard 1855 aus der Ritterschaftsmatrikel gelöscht.
Naugard bildete seit Mitte des 19. Jahrhunderts eine Landgemeinde. Mit der Auflösung der Gutsbezirke in Preußen wurde 1929 der benachbarte Gutsbezirk Papenhagen in die Landgemeinde Naugard eingemeindet. Bis 1945 gehörte die Landgemeinde Naugard zum Landkreis Kolberg-Körlin in der preußischen Provinz Pommern. Zur Gemeinde gehörten neben Naugard die Wohnplätze Eisenbahnhaltestelle Papenhagen, Papenhagen und Ziegelei Papenhagen.
Gegen Ende des Zweiten Weltkriegs wurde Naugard im März 1945 durch die Rote Armee eingenommen und geplündert. Im Sommer 1945 ließ die Sowjetarmee die Ernte einbringen. Im November 1945 kamen polnische Neusiedler nach Naugard, und die Dorfbevölkerung wurde vertrieben. Naugard kam zu Polen, der Ortsname wurde zu „Nowogardek“ polonisiert. Heute gehört der Ort zur Gmina Kołobrzeg (Landgemeinde Kolberg).

## Entwicklung der Einwohnerzahlen
- 1816: 064[3]
- 1864: 223[3]
- 1871: 200[3]
- 1905: 167[3]
- 1919: 194[3]
- 1933: 217, mit Papenhagen[3]
- 1939: 220, mit Papenhagen[3]